# Hartmut Flöckner
Hartmut Flöckner (Berlino Est, 27 giugno 1953) è un ex nuotatore tedesco orientale.

## Carriera
Specializzato nella farfalla, vinse la medaglia d'argento nella 4x100m misti ai Giochi Olimpici di Monaco 1972.

## Palmarès
- Giochi olimpici estivi

Monaco di Baviera 1972: argento nella 4x100m misti.
- Mondiali

Belgrado 1973: argento nella 4x100m misti, bronzo nella 4x100m sl e nei 200m farfalla.
- Europei

Barcellona 1970: bronzo nei 200m farfalla
Vienna 1974: bronzo nei 200m farfalla.